# Franco Cribiori
Franco Cribiori (Corsico, 28 de septiembre de 1939) fue un ciclista italiano, profesional entre 1960 y 1968. Sus mejores resultados los consiguió a las clásicas italianas, consiguiendo como triunfos más destacables la Coppa Placci (1962), la Milà-Turín (1963) y lo Giro de los Apeninos (1964).
Un golpe retirado dirigió diferentes equipos ciclistas.

## Palmarés
- 1960 
  - 1º en la Coppa San Geo
- 1962 
  - 1º en la Coppa Placci
  - 1º en el Trofeo Cougnet
- 1963 
  - 1º en la Milà-Turín
  - 1º en el Gran Premio Gi-Caro - Faenza
- 1964 
  - 1º en el Giro dell'Appennino
  - 1º en el Giro del Ticino
  - 1º en el Circuito de Novi Ligure
  - Vencedor de una etapa del Giro de Cerdeña
- 1965 
  - 1º en el Giro delle Tre Provincie - Camucia
- 1966 
  - 1º en el Gran Premio Montelupo

### Resultados al Giro de Italia
- 1963. 12º de la clasificación general
- 1964. 25º de la clasificación general
- 1965. 26º de la clasificación general